# Saben Lee
Saben Anthonia Lee, né le 23 juin 1999 à Saint-Louis dans le Missouri, est un joueur américain de basket-ball évoluant au poste de meneur et mesurant 1,85 m.

## Biographie

### Pistons de Détroit (2020-2022)
Il joue avec les Commodores de Vanderbilt en université pendant trois saisons puis se présente à la draft 2020. Il est sélectionné en 38e position par le Jazz de l'Utah puis transféré aux Pistons de Détroit.
Le 18 novembre 2020, il signe un contrat two-way avec les Pistons de Détroit.
En septembre 2022, il est envoyé vers le Jazz de l'Utah avec Kelly Olynyk dans un échange contre Bojan Bogdanović. Saben Lee participe au camp d'entraînement mais n'est pas conservé par le Jazz pour la saison régulière.

### Sixers de Philadelphie (2022)
Le 24 novembre 2022, il signe un contrat two-way avec les 76ers de Philadelphie. Il est coupé fin décembre 2022.

### Suns de Phoenix (2023-2024)
Le 11 janvier 2023, il signe pour 10 jours aux Suns de Phoenix. Lee signe ensuite un second contrat de 10 jours avec les Suns.
En juillet 2023, il signe un contrat two-way avec les Suns.

### Manisa (2024)
Lee rejoint ensuite le club turc de Manisa. Lors de sa première rencontre avec Manisa en Ligue des champions, il égale le record du nombre de points dans cette compétition avec 43 (record établi par Keifer Sykes en 2019) dans une victoire face au KK FMP. Il quitte ensuite le club pour rejoindre le Maccabi Tel-Aviv.

## Statistiques

### Universitaires
| Saison    | Équipe     | Matchs | Titul. | Min./m | % Tir | % 3pts | % LF | Rbds/m. | Pass/m. | Int/m. | Ctr/m. | Pts/m. |
| --------- | ---------- | ------ | ------ | ------ | ----- | ------ | ---- | ------- | ------- | ------ | ------ | ------ |
| 2017-2018 | Vanderbilt | 32     | 29     | 26,8   | 46,2  | 30,7   | 72,6 | 3,00    | 3,10    | 1,20   | 0,20   | 10,60  |
| 2018-2019 | Vanderbilt | 32     | 32     | 32,6   | 46,0  | 36,2   | 67,5 | 3,30    | 3,80    | 1,00   | 0,20   | 12,70  |
| 2019-2020 | Vanderbilt | 32     | 17     | 32,9   | 48,3  | 32,2   | 75,2 | 3,50    | 4,20    | 1,50   | 0,30   | 18,60  |
| Carrière  | Carrière   | 96     | 78     | 30,7   | 47,1  | 32,8   | 71,8 | 3,30    | 3,70    | 1,30   | 0,20   | 13,90  |

### Professionnelles

#### Saison régulière
| Saison    | Équipe   | Matchs | Titul. | Min./m | % Tir | % 3pts | % LF | Rbds/m. | Pass/m. | Int/m. | Ctr/m. | Pts/m. |
| --------- | -------- | ------ | ------ | ------ | ----- | ------ | ---- | ------- | ------- | ------ | ------ | ------ |
| 2020-2021 | Détroit  | 48     | 7      | 16,3   | 47,1  | 34,8   | 68,5 | 2,00    | 3,60    | 0,70   | 0,30   | 5,60   |
| 2021-2022 | Détroit  | 37     | 0      | 16,3   | 39,0  | 23,3   | 78,9 | 2,40    | 2,90    | 1,00   | 0,30   | 5,60   |
| Carrière  | Carrière | 85     | 7      | 16,3   | 43,4  | 26,5   | 73,1 | 2,20    | 3,30    | 0,80   | 0,30   | 5,60   |

## Palmarès
- Second-team All-SEC (2020)
- Champion de Grèce en 2025